# 1927 (banda)
1927 foi uma banda de pop/rock australiana, formada em Melbourne, em 1987, com James Barton na bateria, Bill Frost no baixo, o seu irmão Garry Frost na guitarra e teclados e Eric Weideman nas vocais, guitarra e teclados. Foram muito populares no final da década de 1980 e início da década de 1990 com os clássicos "If I Could", "Compulsory Hero" e "That's When I Think of You" e o aclamado álbum ...ish.

## História
Garry Frost, guitarrista e tecladista, havia deixado a banda Moving Pictures em 1984, após o segundo álbum. No final de 1986, ele escrevia músicas no estúdio de sua casa, em Sydney, quando viu na televisão Erik Weideman cantando um cover de Roxanne, do The Police no programa de talentos, Hey Hey It's Saturday. Frost viajou então para Melbourne, a cerca de 880 km, para recrutar Weideman para o vocal, guitarra e teclados de uma nova banda. Eles juntaram-se ao irmão de Garry, Phil Frost na guitarra e James Barton na bateria para formar 1927 em 1987. Após um ano de busca de gravadora, a banda assinou contrato com Trafalgar Productions e gravaram o seu single de estreia. "That's When I Think of You" entrou na ARIA Charts em setembro de 1988 e atingiu a sexta posição. Em novembro do mesmo ano, a banda lança o seu segundo single, "If I Could" que atingiu a quarta posição nas paradas. O seu álbum de estreia, ...ish, foi produzido por Charles Fisher e Jim Bonneford e foi lançado no início de dezembro de 1987. Ian McFarlane, jornalista e autor da The Encyclopedia of Australian Rock and Pop descreveu o disco como:
| “ | repleto de hinos pop-rock emocionantes e majestosos | ” |

O disco figurou no primeiro lugar no ARIA Chart durante quatro semanas, além de permanecer no Top 50 por 45 semanas, atingido a certificação de cinco platinas, por vendas superiores a 400 mil cópias. Dois outros singles que estiveram no top 20, foram "You'll Never Know" e "Compulsory Hero". "That's When I Think of You" foi lançado internacionalmente como single em 1989, e atingiu o Top 50 no Reino Unido, tendo também chegado à Billboard Hot 100.
Em 1989, nos prémios ARIA Music Awards, a banda recebeu os prémios Breakthrough Artist — Single, por "That's When I Think of You", e Breakthrough Artist — Álbum por ...ish. No ano seguinte, em 1990, ganharam na categoria Best Vídeo por "Compulsory Hero". A banda chamou Charlie Cole para os teclados (ex-Moving Pictures) e foi em turnê pela Austrália. No final de 1989, a banda começou a trabalhar no seu segundo álbum, quando Garry Frost anunciava que iria sair da banda no início do ano seguinte. Dave Dwyer juntou-se nas guitarras e teclados e o grupo gravou The Other Side com Weideman como principal compositor das letras e Fisher e Garry Frost na produção. O álbum, que atingiu a terceira posição em julho de 1990, colocou no Top 20 o single "Tell Me a Story". McFarlane descreveu o disco como:
| “ | cheio de arranjos exuberantes e ambiciosos e pop bem trabalhado, mas não tinha o charme e os refrões empolgantes de ...ish. | ” |

O baterista Barton deixou a banda em 1992, sendo substituído por Phil Campbell. A banda lança o seu terceiro álbum, desta vez um epónimo, que foi produzido por Mark Opitz, em novembro do mesmo ano. O álbum atingiu o Top 40, mas os singles tiveram menos sucesso do que os anteriores. 1927 sofria de problemas internos e financeiros, vindo a terminar em 1993. Uma compilação intitulada The Very Best of 1927 foi editada em 1994. Weidman, em seguida, iniciou uma carreira a solo, lançando o single "Nothing I Can Do", em 1996.
No final de 2009 e início de 2010, a banda realizou diversos concertos na terra natal.

## Discografia

### Álbuns de estúdio
- ...ish (1988)
- The Other Side (1990)
- 1927 (1992)

### Compilações
- The Very Best of 1927 (1994)

### Singles
| Ano                                                           | Título                       | Posições | Posições | Posições | Álbum          |
| Ano                                                           | Título                       | AUS      | UK       | US Hot   | Álbum          |
| ------------------------------------------------------------- | ---------------------------- | -------- | -------- | -------- | -------------- |
| 1988                                                          | "That's When I Think of You" | 6        | 46       | 100      | ...ish         |
| 1988                                                          | "If I Could"                 | 4        | —        | —        | ...ish         |
| 1989                                                          | "You'll Never Know"          | 15       | —        | —        | ...ish         |
| 1989                                                          | "Compulsory Hero"            | 14       | —        | —        | ...ish         |
| 1989                                                          | "To Love Me"                 | —        | —        | —        | ...ish         |
| 1990                                                          | "Tell Me a Story"            | 17       | —        | —        | The Other Side |
| 1990                                                          | "Don't Forget Me"            | 42       | —        | —        | The Other Side |
| 1990                                                          | "The Other Side"             | 83       | —        | —        | The Other Side |
| 1992                                                          | "Scars"                      | 46       | —        | —        | 1927           |
| 1993                                                          | "It Ain't Love"              | —        | —        | —        | 1927           |
| "—" não chegaram às tabelas ou não foram editados nesse país. |                              |          |          |          |                |